# Real Sociedad Geográfica
La Real Sociedad Geográfica (Société royale de géographie) est une association sans but lucratif de grande importance scientifique fondée sous le nom de Sociedad Geográfica de Madrid (Société géographique de Madrid) en 1876, dont le siège se trouve à Madrid.
Son objectif est la diffusion des connaissances géographiques, ainsi que ses recherches et études, principalement de la géographie de l'Espagne et des pays qui lui sont liés pour des raisons culturelles ou linguistiques. Avec l'Association espagnole de géographie, la Société royale de géographie assure la présidence du Comité espagnol de l'Union géographique internationale.

## Histoire
L'ancêtre de l'actuelle Société royale de géographie est la Société géographique de Madrid, fondée le 2 février 1876, son premier président étant Fermín Caballero, qui avait été maire de Madrid et ministre, professeur de géographie à l'Université centrale de Madrid et parmi ses fondateurs, l'on trouve Francisco Coello, Martín Ferreiro, Gómez de Arteche, Merino, Álvarez de Arango, Fernández de Castro, Castro y Díaz, La Llave , Maldonado Macanaz, Jiménez de la Espada, Reyna, Rodríguez Arroquía, Botella et Macpherson.
La société acquiert le titre de « royale » le 18 février 1901 et devient la Société royale de géographie. Ainsi, un parcours semblable à celui d'autres sociétés fondées dans d'autres pays européens au cours des deux derniers tiers du XIXe siècle s'est poursuivi, et a révélé à maintes reprises non seulement le nouvel intérêt scientifique du moment, mais aussi les intérêts politiques des puissances coloniales à avoir une connaissance plus précise de leurs territoires. Des sociétés similaires ont proliféré en Espagne, toutes absorbées plus tard par elle : la Société espagnole pour l'exploration de l'Afrique (Sociedad Española para la Exploración de África) ou la Société espagnole des africanistes et colonialistes (Sociedad Española de Africanistas y Colonialistas).
Au fil des ans, l'entreprise a promu d'importants projets, comme celui de Manuel Iradier en Guinée équatoriale ou Joaquín Gatell et d'autres au Maroc. En 1922, c'est une des entités cofondatrices de l'Union géographique internationale.
Entre 1931 et 1939, époque de la Seconde République, son nom devient Sociedad Geográfica Nacional, sous lequel sont publiés ses bulletins et se déroulent ses activités habituelles. Elle retrouve le nom de Real Sociedad Geográfica à la fin de la Guerre d'Espagne en 1939.

## Activités, composition, direction et services
Ses activités sont centrées sur l'étude, les conférences, les débats et la divulgation de connaissances spécifiques, ainsi que sur la collaboration avec des institutions officielles pour l'élaboration de plans d'étude de géographie et la publication de rapports.
Elle est composée de quatre types de membres : les premiers qui remplissent les conditions prévues par leurs statuts et disposent du droit de vote ; membres d'honneur, sur proposition de la société elle-même, pour tous ceux qui ont apporté une contribution significative à l'entreprise ou à la science ; les partenaires mécènes, qui sont ceux qui contribuent au financement de la société avec un montant minimum et qui peuvent être des particuliers, des entreprises ou d'autres entités publiques et privées ; et les étudiants, c'est-à-dire tous ceux qui font des études supérieures en géographie.
Le gouvernement ordinaire de la société est exercé par un conseil d'administration composé de vingt-quatre membres, un président, quatre vice-présidents, un trésorier, un bibliothécaire, un secrétaire général et deux secrétaires adjoints, élus par les associés. Depuis 2002, son président est M. Juan Velarde Fuertes.
La société publie un bulletin périodique, en plus de publications spécialisées, comprenant aussi des éditions en facsimilé d'œuvres de son fonds qui comporte plus de 11 000 livres.
Elle est membre de l'Union géographique internationale (UGI), de l'Association européenne de géographie (EUGEO), de l'Association européenne des géographes (EUROGEO), au sein de laquelle elle participe à divers rapports, comme le rapport international HERODOT.

## Présidents de la Real Sociedad Geográfica
- Fermín Caballero (24 mars 1876 - 17 juin 1876)
- Francisco Coello (12 novembre 1876 - 12 mai 1878)
- Joaquín Gutiérrez Rubalcava (12 mai 1878 - 17 mai 1879)
- Antonio Cánovas del Castillo (17 mai 1879 - 8 mai 1881)
- Eduardo Saavedra (8 mai 1881 - 8 mai 1883)
- Ángel Rodríguez de Quijano y Arroquia (8 mai 1883 - 12 mai 1885)
- Segismundo Moret (12 mai 1885 - 24 mai 1887)
- Francisco de Borja Queipo de Llano, conde de Toreno (24 mai 1887 - 29 mai 1889)
- Francisco Coello (29 mai 1889 - 30 septembre 1898 †)
- Federico Botella (30 septembre 1898 - 6 juin 1899)
- Cesáreo Fernández Duro (6 juin 1899 - 5 juin 1908)
- Julián Suárez Inclán (5 juin 1908 - 9 mars 1909)
- Víctor María Concas (9 mars 1909 - 22 juin 1909)
- Marcelo de Azcárraga (30 juin 1909--/30 mai 1915)
- Javier Ugarte (21 juin 1915 - 27 juin 1919)
- Francisco Bergamín (29 octobre 1919 - 5 décembre 1927)
- Pío Suárez Inclán (30 janvier 1928 - 9 juin 1930)
- Eloy Bullón y Fernández (9 juin 1930 - 13 juin 1932)
- Gregorio Marañón y Posadillo (13 juin 1932 - 25 juin 1934)
- Luis Rodríguez de Viguri (25 juin 1934 - 18 juillet 1936)
- Sans présidence jusqu'en janvier 1939
- Antonio Aranda Mata (8 janvier 1939 - 8 février 1943)
- Pedro de Novo y Fernández Chicharro (8 février 1943 - 31 mai 1950)
- Francisco Bastarreche y Díez de Bulnes (31 mai 1950 - 28 mai 1962)
- Carlos Martínez de la Torre (28 mai 1962 - 13 janvier 1964)
- Ángel Gónzalez de Mendoza y Dorvier (13 janvier 1964 - 2 juin 1975)
- José María Torroja y Menéndez (2 juin 1975 - 20 décembre 1994)
- Rodolfo Núñez de las Cuevas (20 décembre 1994-23 septembre 2002)
- Juan Velarde Fuertes (23 septembre 2002)